# Snag (Yukon)

Snag é uma vila localizada em Yukon, Canadá. Ela se encontra em uma pequena estrada, poucos quilômetros ao sul de Beaver Creek, Yukon, Canadá. 
Foi estabelecida durante a Corrida do Ouro de Klondike, embora já existisse uma vila aborígena nas proximidades.

## O Recorde
Em 3 de fevereiro de 1947, o recorde mínimo de temperatura para o continente da América do Norte foi registrado em Snag: -63ºC. No mesmo inverno, dois outros recordes anteriores haviam sido estabelecidos: um em 13 de dezembro em Mayo, Yukon e outro em Snag, no dia anterior.